# 鹿葱
鹿葱（学名：Lycoris squamigera），又名夏水仙（江苏南部种子植物手册）、紫花石蒜，为石蒜科石蒜属的多年生草本植物。分布在日本、朝鲜以及中国大陆的江苏、河南、浙江、河北、山东等地，多生于山沟以及溪边的阴湿处，在盛夏时能开出淡紫红色或淡粉色且有香气的花朵。《群芳谱》记载“鹿喜食之，故以命名”，这就是“鹿葱”一名的由来。

## 特征

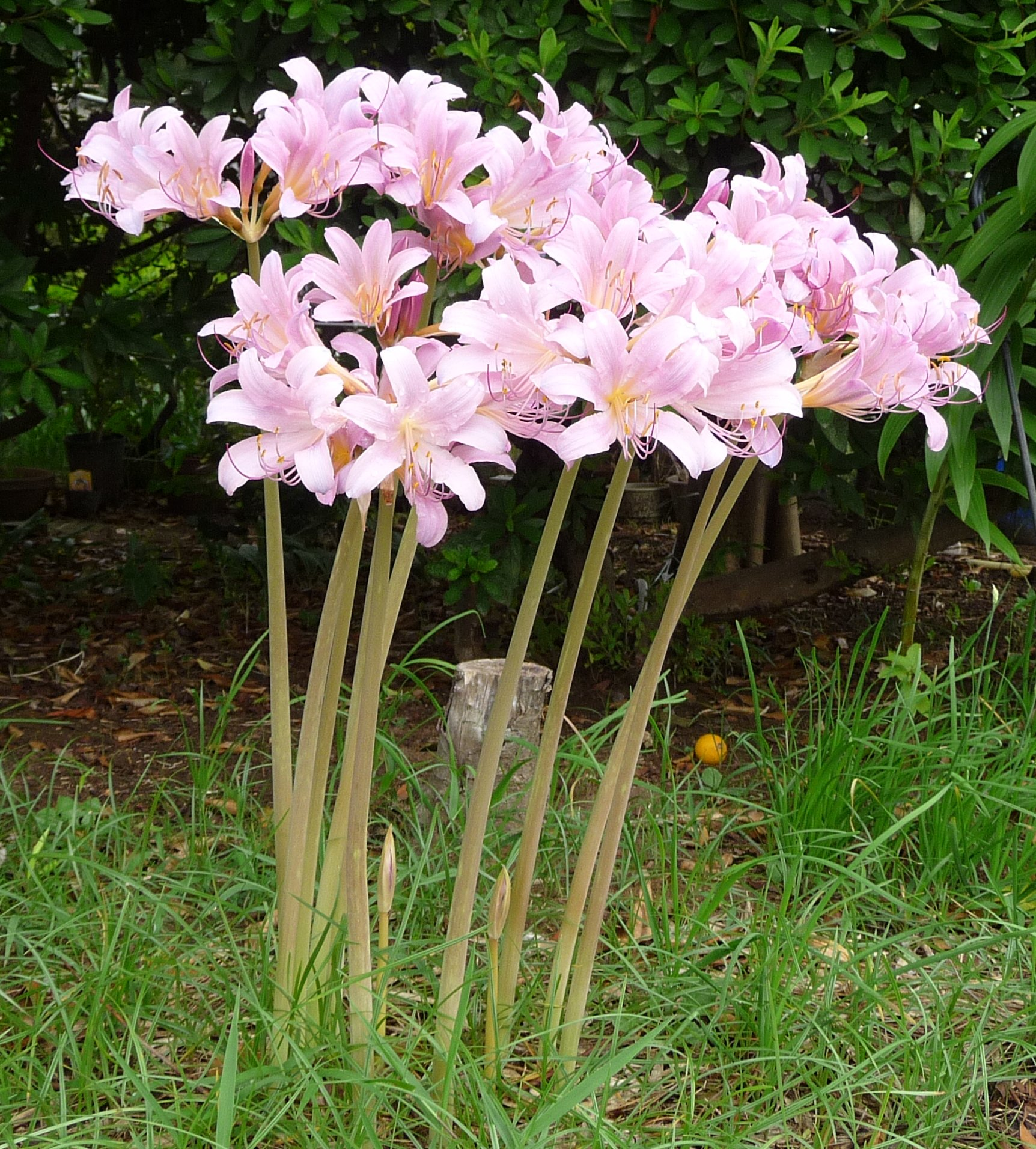
盛开的鹿葱，地面上有残存的枯叶，地面上有2个花蕾。攝於日本千葉縣，2008年8月

鹿葱的原产地可能是中国或日本，不过日本生长的本物种很可能是从中国传入，而且有可能是由稻草石蒜（Lycoris straminea）和香石蒜（Lycoris incarnata）杂交得到。鳞茎卵形，直径4－5厘米，夏季花梗如箭般突然从土壤中抽出，高达50－90厘米，空心；伞形花序，4－8朵花顶生，俯垂，花期7－8月，初次开花只需4－5日就可完全盛开；披针形总苞片2枚，长6厘米，宽1.3厘米；花冠似萱草，花被管长2厘米左右，花被裂片6枚，倒披针形，长7厘米，宽1.8厘米，基部边缘略皱缩，雄蕊与裂片长度相当，花柱稍伸出花被。秋季花期後出叶，立即枯萎，翌年春又抽叶，初夏枯萎，带状叶绿色略带灰，先端钝圆，长8厘米，宽2厘米，基生，辐射状排列，春季叶茂优美，青葱明澈，但夏初枯萎後状似枯草，因此花期到来後会使人感到惊奇。染色体数2n＝27。
石蒜属植物一些共同的别名可以反映出鹿葱开花的特点，如叶落花挺、忽地笑、裸百合（Naked Lady）、惊奇百合（Surprise Lily）、魔术百合（Magic Lily）、复活百合（Resurrection Lily）等。

## 名称误用
由於鹿葱与萱草外形相似，中国古人常把二者混称，《臺灣通史》卷二十八记载鹿葱“即萱花，一名宜男草；單瓣者為金簪花，可佐食”，而《缙云县志》载有“鹿葱即萱花，鹿食解毒之草九种，萱其一也”；《本草綱目》记载“鹿葱，其苗烹食，气味如葱，而鹿食九种解毒之草，萱乃其一也，故又名鹿葱”，可见至少在明代前，古人将两者完全混淆。不过，明代的《群芳谱》和清代的《广群芳谱》（卷四十六）修正了前人的说法，将2种植物完全区分开。

## 文化

#### 朝鮮半島
由於花與葉的綻放時期不同，在花開之時葉子都已經枯萎，用來比喻為無法相遇的戀人，故取名為相思花。花語為無法實現的愛情。
此花也是韓國全羅南道灵光郡的郡花。

## 用途
鹿葱是优美的观赏植物，可作为地面植被或盆栽，同时是很好的切花材料。鹿葱的鳞茎是提取药品加兰他敏（Galantamine）的良好原料。
据《中华本草》记载，鹿葱鳞茎性味辛、平、有小毒，可内服或外敷，用量1－3克，有解毒、祛痰、利尿、催吐的功效，但体虚者及孕妇禁服，皮肤破损者禁敷。不过，鹿葱的鳞茎与其他石蒜属植物一样含有石蒜碱（Lycorine）等有毒生物碱，虽然毒性相对较低，但过量服用亦会有生命危险，因此仍要谨慎使用。

## 栽培
鹿葱可在沙质和黏土质等酸性或碱性土壤中良好生长，因此适应性很强；需充足光照或半阴，阳关充足有利于开花；花园中一般的用水量就可满足需求，而在夏季叶枯後和花期前之间是休眠期，完全无需浇水；9月植株枯萎再次进入休眠期，鳞茎露地越冬。鹿葱是石蒜属植物中耐寒性最强的物种，因此被USDA列入耐寒性第5－10类。
鹿葱是三倍体植物，因此是不育的。鹿葱可以通过其自然分球来快速繁殖，也可切割促生小鳞茎以提高繁殖系数，每3－5年可切割一次，将小鳞茎埋入地下3－5厘米深处，在寒冷地区则更深，这样鹿葱就可良好的自然生长。

## 延伸阅读
[在维基数据编辑]
 《欽定古今圖書集成·博物彙編·草木典·鹿蔥部》，出自陈梦雷《古今圖書集成》